# Veronika Widmann
Veronika Widmann (Bolzano, 8 de marzo de 1993) es una deportista italiana que compite en ciclismo de montaña en la disciplina de descenso. Ganó cuatro medallas en el Campeonato Europeo de Ciclismo de Montaña entre los años 2015 y 2022.

## Medallero internacional
| Campeonato Europeo | Campeonato Europeo             | Campeonato Europeo | Campeonato Europeo |
| Año                | Lugar                          | Medalla            | Competición        |
| ------------------ | ------------------------------ | ------------------ | ------------------ |
| 2015               | Wisła (Polonia)                | Medalla de plata   | Descenso           |
| 2019               | Pampilhosa da Serra (Portugal) | Medalla de bronce  | Descenso           |
| 2021               | Maribor (Eslovenia)            | Medalla de bronce  | Descenso           |
| 2022               | Maribor (Eslovenia)            | Medalla de bronce  | Descenso           |